# 大門寺
大門寺（だいもんじ）は、大阪府茨木市大門寺にある真言宗御室派の仏教寺院。山号は神峯山。院号は金剛院。
本尊は如意輪観世音菩薩（秘仏）。本尊像と四天王像はともに平安時代の仏像で重要文化財に指定されている（1987年（昭和62年）指定）。紅葉の名所としても知られている。

## 歴史
寺伝によれば宝亀2年（771年）に開成皇子の開基とされる。当初は寺号を青龍寺と称していた。その後、空海がこの地を来訪して、滞在9年間に及び、その際に金剛・蔵王の2像を彫刻し、大門寺の守護神としたという。
開成皇子は光仁天皇の皇子とされ、大阪府北部の山間部には大門寺以外にも高槻市の本山寺、同市の神峯山寺など、開成皇子開基伝承をもつ寺院が点在する。
貞観年間（859年～877年）には、本堂・無量寿堂・御影堂・三重塔・鎮守十二社権現拝殿・白山権現・護摩堂・中門・弁才天・経蔵・千手堂・楼門・奥院・薬王寺などの諸堂を境内に有し、隆盛を極めていたと伝えられる。
平安時代末期～鎌倉時代中期の約100年間には、経尊と長賢が願主となり一切経書写が行なわれ、北摂を中心とした近隣諸国の善男善女の経済的な支援があった。現在では78巻のみが現存している。
壮大な伽藍も建久の地震・元弘の兵火により、荒廃した。現在の伽藍は中興開山快我上人空寿により江戸時代初期に再建された。そのころより光明講・観音講・山上講などの講社を持ち、祈願寺としても信仰を集めた。
また、江戸時代中期に歌人似雲法師が大門寺第8世住職守詮と親交があり、大門寺へ逗留して歌を詠み、また如意輪講式などいくつかの講式を書写している。

## 境内
境内の南西の高塚の頂上に常陸大明神と書かれた木村常陸介重茲の墓がある。
木村常陸介は豊臣秀次の重臣で、越前国府中（武生）（福井県）のちに山城国淀18万石の城主となったが、主君豊臣秀次が高野山で自害した後を追い、大門寺で切腹した。その時の血染めの経帷子や刀・槍が保存されている。
安威川ダム建設を契機に境内の大改修が行われており、元の本堂は解体され、高台に全く新しい大きな本堂が新築された。本堂などがあった所には庫裏と池泉式庭園が整備された。

## 文化財
重要文化財
- 木造如意輪観音坐像 - 寺伝に開成皇子の作とされる本尊像（秘仏）。像高58.6センチ。実際の制作は下記の四天王像とともに平安時代後期。蓮華座ではなく岩座上に坐す六臂の如意輪観音像で、クスノキの一木から本体と岩座を彫出する。岩座は観音の住処とされる補陀洛山を表す[3]。
- 木造四天王立像

## 札所
- 摂津国八十八箇所霊場：第50番札所
- 摂津国三十三箇所：第24番札所

## 年中行事
- 修正会：1月1日
- 初観音：1月18日
- 星祭：2月3日
- 花祭：4月8日
- 施餓鬼会：8月18日